# Matthew Weiner

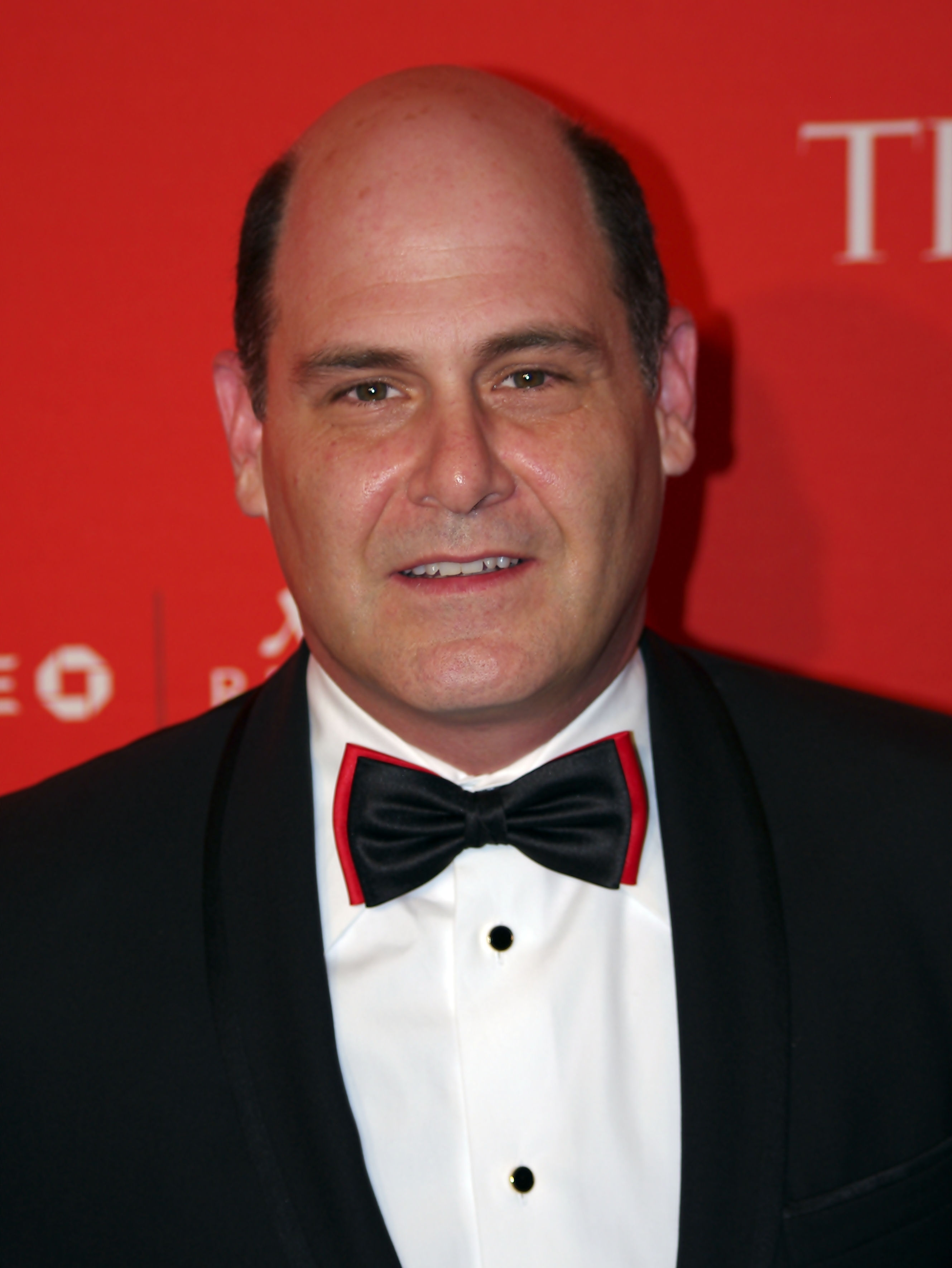
Matthew Weiner (2011)

Matthew Weiner (* 29. Juni 1965 in Baltimore, Maryland) ist ein US-amerikanischer Drehbuchautor, Regisseur und Fernsehproduzent. Er ist Erfinder der Fernsehserie Mad Men, für die er zugleich als ausführender Produzent, Hauptautor und Showrunner tätig war. Weiner war auch als Autor und Produzent für die erfolgreiche Serie Die Sopranos tätig. Für seine Arbeit wurde er insgesamt acht Mal mit dem Emmy ausgezeichnet, davon fünf Jahre hintereinander in der Kategorie „Outstanding Drama Series“ (The Sopranos 2007, Mad Men 2008, 2009, 2010, 2011), außerdem drei Mal in Folge mit dem Golden Globe (Mad Men 2008, 2009, 2010).

## Leben
Weiner stammt aus einer amerikanisch-jüdischen Familie und wuchs in Los Angeles auf. Er studierte an der University of Southern California. Nach verschiedenen Jobs als Drehbuchautor (u. a. für die Sitcom Becker) entwickelte er 2000 ein Drehbuch für eine Pilotfolge der Serie Mad Men. Damit bewarb er sich bei David Chase, dem Produzenten der Sopranos. Chase übernahm zwar nicht die Serie, aber engagierte Weiner als Autor für die Sopranos. Weiner war an zwölf Drehbüchern beteiligt, darunter auch den beiden Emmy-nominierten Folgen „Altes Leid, junges Glück“ und „Kennedy und Heidi“. In zwei Folgen hat er außerdem einen Kurzauftritt als Mafia-Experte Manny Safier.
Nach dem Ende der Sopranos suchte Weiner nach einem Fernsehsender, der bereit war, Mad Men zu produzieren. HBO und Showtime lehnten ab, übernommen wurde die Serie schließlich von AMC, einem Sender, der bis dahin noch keine eigene Serie produziert hatte. Weiner ist verantwortlicher Produzent (seit 2008 mit Scott Hornbacher) und Autor der Serie, außerdem führte er jeweils bei den letzten Folgen der bislang sechs Staffeln Regie. Schon die erste Staffel wurde von der Kritik positiv aufgenommen und stieß auch beim Publikum auf Resonanz. Für die zweite Staffel startete AMC eine groß angelegte Werbekampagne, seither gehört Mad Men zu den populärsten TV-Serien im amerikanischen Fernsehen.
Weiners Vertrag läuft bis zur siebten Staffel, die in den Jahren 2014 und 2015 ausgestrahlt wurde.
Weiners erster Kinofilm Are You Here wurde im September 2013 in Toronto uraufgeführt.
Weiner lebt in Los Angeles, ist verheiratet und hat vier Söhne, von denen zwei bereits in Mad Men mitgespielt haben. Der älteste Sohn Marten spielt in einigen Folgen die Rolle des Nachbarschaftsjungen Glen Bishop, Charles Weiner ist als Statist in der Folge „In der Halle des Bergkönigs“ zu sehen.

## Auszeichnungen
Weiner hat neun Auszeichnungen für seine Arbeiten erhalten, weitere fünfzehn Mal wurde er für TV-Preise nominiert.
Mit The Sopranos erhielt Weiner insgesamt zwei Mal den Emmy in der Kategorie „Outstanding Drama Series“ (2004, 2007), außerdem 2008 den Writers Guild of America Award in der Kategorie „Dramatic Series“.
Mit Mad Men war er noch erfolgreicher: Die Serie gewann drei Jahre in Folge den Golden Globe in der Kategorie „Drama“, ebenso vier Mal in Folge den Emmy in der Kategorie „Outstanding Drama Series“. Weitere drei Emmys erhielt Weiner in der Kategorie „Outstanding Writing“ für die Pilotfolge „Schall und Rauch“ sowie als Co-Autor für jeweils eine Folge der zweiten Staffel („Die Ruhe am Abgrund“) und der dritten („Shut The Door. Have A Seat“). Insgesamt gewann Mad Men bislang vier Golden Globes, 14 Emmys sowie 37 weitere Auszeichnungen.
Auszeichnungen erhielt Weiner außerdem von der Producers Guild of America, der Writers Guild of America und der BAFTA.